# Centralafrikanske krig
Den Centralafrikanske krig er en igangværende konflikt i Centralafrika som involverer landene Sudan, Tchad og den Centralafrikanske Republik. Konflikten er en udløber af Darfur-konflikten, med flygtninge der har krydset landegrænser, og med guerillaer og myndigheder som opererer på begge sider af grænserne. Tchad og den Centralafrikanske republik, står med støtte fra den tidligere kolonimagt, Frankrig på den ene siden, mens Sudans regering og allierede står på den anden. Desuden har parterne allieret sig med forskellige lokale militser som driver guerillavirksomhed i sit eget land mod den siddende regering.
Tchad og Sudan er fortsat officielt i krig mod hinanden, men egentlige kamphandlinger er blevet indstillet efter at der blev indgået en våbenhvile i maj 2007.
Aftalen var et resultat af et saudi arabisk mæglingsforsøg. Den indeholdt en gensidig garanti om at de to lande ikke ville huse, træne eller finansiere bevæbnede grupper, som var i opposition til regeringen i det andet land. Ifølge en journalist fra Reuters’ analyse skyldtes aftalen, at Tchads præsident, Déby, formodede at oprørsbevægelsen UFDD i Tchad modtog støtte fra både Sudan og Saudi Arabien, og at han derfor følte sig presset til at underskrive den. Colin Thomas-Jensen, en ekspert på Tchad og Sudan hos ICG, udtrykte tvivl om, hvorvidt aftalen ville medføre reelle fremskridt i forholdet mellem landene. UFDD reaktion på aftalen var, at de ikke ville standse deres angreb på regeringsmål.